# Lonsee
Lonsee är en kommun (tyska Gemeinde) i Alb-Donau-Kreis i förbundslandet Baden-Württemberg i Tyskland. Kommunen består av ortsdelarna (tyska Ortsteile) Lonsee, Ettlenschiess (tyska Ettlenschieß), Halzhausen, Luizhausen, Radelstetten och Urspring. Folkmängden uppgår till cirka 5 200 invånare, på en yta av 43,32 kvadratkilometer.
Kommunen ingår i kommunalförbundet Lonsee-Amstetten tillsammans med kommunen Amstetten.

## Befolkningsutveckling
| Befolkningsutvecklingen i Lonsee 1975–2015 | Befolkningsutvecklingen i Lonsee 1975–2015 | Befolkningsutvecklingen i Lonsee 1975–2015 | Befolkningsutvecklingen i Lonsee 1975–2015 | Befolkningsutvecklingen i Lonsee 1975–2015 |
| ------------------------------------------ | ------------------------------------------ | ------------------------------------------ | ------------------------------------------ | ------------------------------------------ |
|                                            |                                            |                                            |                                            |                                            |
| År                                         |                                            |                                            | Folkmängd                                  | Areal (ha)                                 |
| 1975                                       | 1975                                       |                                            | 3 076                                      | 4 331                                      |
| 1980                                       | 1980                                       |                                            | 3 287                                      |                                            |
| 1985                                       | 1985                                       |                                            | 3 535                                      |                                            |
| 1990                                       | 1990                                       |                                            | 3 733                                      |                                            |
| 1995                                       | 1995                                       |                                            | 4 392                                      | 4 332                                      |
| 2000                                       | 2000                                       |                                            | 4 713                                      |                                            |
| 2005                                       | 2005                                       |                                            | 4 746                                      |                                            |
| 2010                                       | 2010                                       |                                            | 4 702                                      |                                            |
| 2015                                       | 2015                                       |                                            | 4 894                                      |                                            |
|                                            |                                            |                                            |                                            |                                            |